# Adventureland
Adventureland is een themagebied in de attractieparken Disneyland Park in Anaheim, Magic Kingdom, Tokyo Disneyland, Disneyland Park in Parijs en Hong Kong Disneyland. Het thema van dit gebied berust op de romantiek rondom het kolonialisme uit het Victoriaanse tijdperk: met name het verkennen van de jungle en daarmee gepaarde 'nieuwe' culturen staat centraal.
In Shanghai Disneyland is eveneens een themagebied te vinden dat raakt aan het thema van Adventureland: Adventure Isle.

## Geschiedenis

### Disneyland Park in Anaheim
De eerste ideeën voor Adventureland in het Disneyland Park in Anaheim richtten zich op de prijswinnende natuurfilms van True-Life Adventures van Disney. Het themagebied zou ook daadwerkelijk True-Life Adventureland gaan heten. In een attractie die de basis vormde voor de latere Jungle Cruise zouden langs een rondvaart op een rivier levende dieren te zien moeten zijn. Toen Walt Disney echter verteld werd dat dieren het grootste gedeelte van de dag zouden liggen slapen, werd dit idee van tafel gehaald en werd besloten om de levende dieren door animatronics te vervangen. Het concept voor True-Life Adventureland werd daarmee veranderd in het concept voor Adventureland.

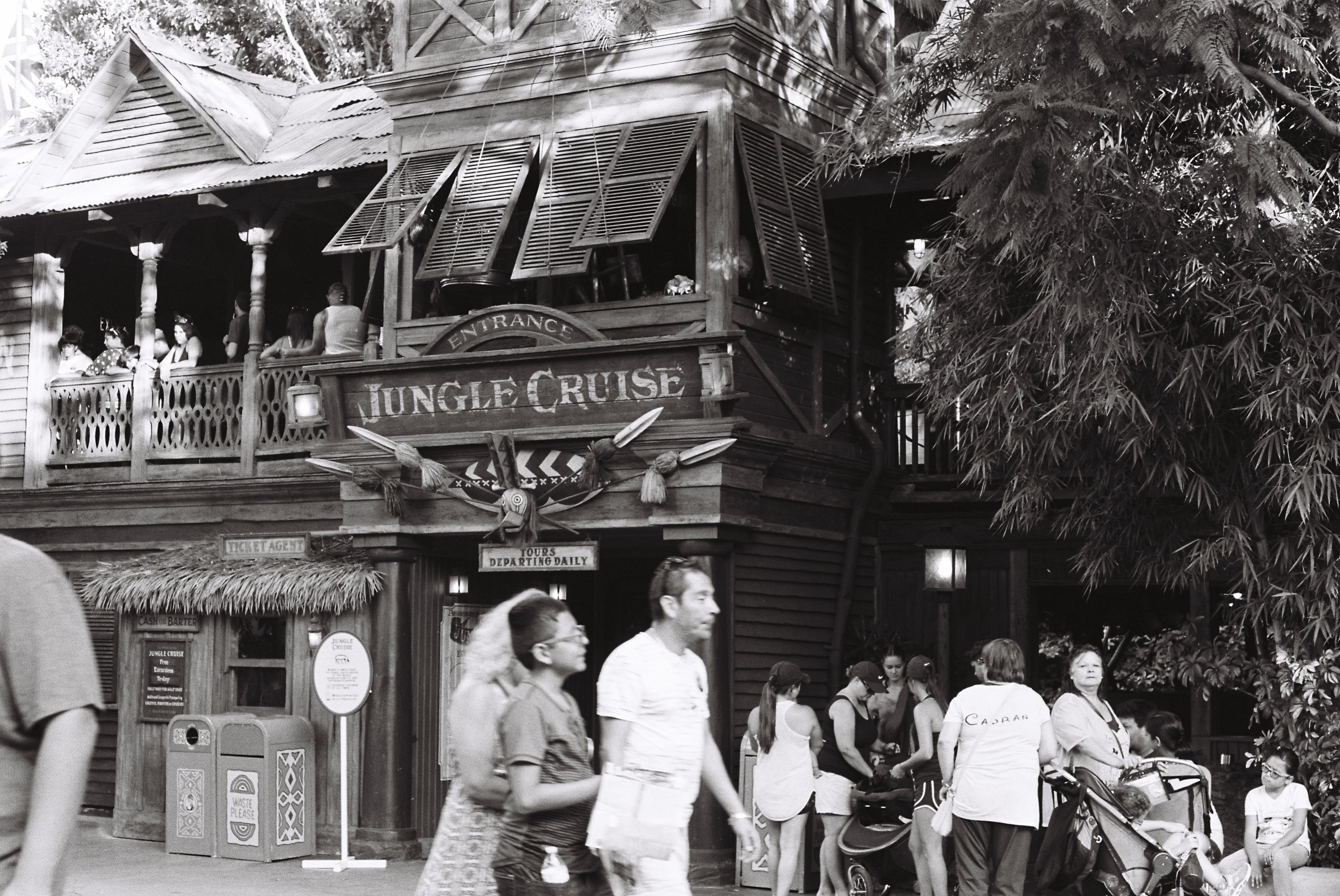
Jungle Cruise bij Disneyland Kodak Tri-X 400-film

Eveneens was de planning dat Adventureland op de plek zou komen van het huidige Tomorrowland. Toen landschapsarchitect Bill Evans echter gebruik wilde maken van een bestaande rij eucalyptusbomen ten behoeve van een jungle-sfeer, werd besloten om Adventureland te bouwen op de uiteindelijke locatie. Voor verdere vegetatie werd gebruik gemaakt van gerooide bomen van de aanleg van de Santa Ana Freeway. Uiteindelijk opende Adventureland op 17 juli 1955, samen met het gehele Disneyland Park. Het openingsaanbod bestond toen vooral uit een primitieve versie van de attractie Jungle Cruise.
In het begin van de jaren 60 werden nieuwe attracties toegevoegd aan het gebied. In 1962 opende het Swiss Family Treehouse, mede door het succes van de film Swiss Family Robinson. Ook opende dat jaar het Tahitian Terrace-restaurant met een Polynesische dinner show, evenals de Safari Shootin' Gallery. Een jaar later, in 1963, werd aan Adventureland de allereerste attractie met Disney's eigen audio-animatronic-systeem toegevoegd: Walt Disney's Enchanted Tiki Room.
Op enkele tussentijdse herzieningen van de Jungle Cruise na, kende Adventureland tot de jaren 90 weinig veranderingen. In 1993 werd Tahitian Terrace gesloten en omgebouwd tot Aladdin's Oasis, een dinner show rondom de film Aladdin uit 1992. In 1995 werd een attractie toegevoegd ter ere van het 40-jarig jubileum van het Disneyland Park: Indiana Jones Adventure: Temple of the Forbidden Eye. De wachtrij van deze attractie werd langs het parcours van de Jungle Cruise geleid, maar het eigenlijke attractiegebouw werd buiten de randen van het park gebouwd.
In 1999 werd het Swiss Family Treehouse gesloten en geherthematiseerd naar Tarzan's Treehouse, gebaseerd op de film Tarzan uit 1999.

### Magic Kingdom
Het Adventureland dat samen opende met het Magic Kingdom in 1971 was sterk gebaseerd op het Adventureland zoals het er toen bijlag in het Disneyland Park in Anaheim. Adventureland bestond vooral uit koloniale en Polynesische sferen en had qua openingsaanbod aan attracties Jungle Cruise, Swiss Family Treehouse, Tropical Serenade (de eigenlijke Walt Disney's Enchanted Tiki Room, maar dan onder een andere naam) en een Safari Arcade. De Safari Arcade sloot een jaar later, in 1962, weer haar deuren. In het gebied was tevens het prominente Sunshine Tree Terrace te vinden, van 1971 tot 1986 gesponsord door Florida Citrus Growers, alwaar snacks te verkrijgen waren met daarin Floridiaanse citrusproducten verwerkt, waaronder de Citrus Swirl.
Na de opening van het Magic Kingdom werden veel klachten ontvangen dat de succesattractie Pirates of the Caribbean - die wel in het Disneyland Park te vinden was - niet in het aanbod van Florida was opgenomen. Aan het voornamelijk koloniaal-Polynesische Adventureland werd in 1973 daarom een geheel nieuw gebied toegevoegd, samen met Pirates of the Caribbean: Caribbean Plaza. Naast de attractie lagen aan Caribbean Plaza het restaurant El Pirata Y el Perico, de souvenirwinkels House of Treasure en Plaza del Sol Caribe, evenals de Caribbean Arcade. Door het 'verlengen' van Adventureland ontstond tevens de mogelijkheid om een verbinden te leggen met Frontierland - voorheen was Adventureland enkel via haar hoofdingang te bereiken.

Tot de eeuwwisseling bleef Adventureland redelijk onaangetast. In 1997 werd Tropical Serenade gesloten en in 1998 vervangen door een parodische versie: The Enchanted Tiki Room (Under New Management). In 2001 vond een grote verandering plaats in Adventureland met de toevoeging van enkele Aladdin-gerelateerde elementen. Het gedeelte vóór Sunshine Tree Terrace werd geherthematiseerd naar een Arabische setting, met in het midden de nieuwe attractie The Magic Carpets of Aladdin en daaromheen twee nieuwe shops: de Agrabah Bazaar en de Zanzibar Trading Company. Begin 2011 sloot The Enchanted Tiki Room (Under New Management) haar deuren weer na een kleine brand, om daarna weer te worden hersteld naar de oorspronkelijke, iets aangepaste versie: Walt Disney's Enchanted Tiki Room. Deze attractie opende later dat jaar, op 15 augustus 2011.
Met het succes van de franchise van Pirates of the Caribbean kwam de nadruk in het gebied meer te liggen op deze films. El Pirata Y el Perico werd hernoemd naar Tortuga Tavern en tevens kwam er een show rondom Jack Sparrow in het gebied bij. In 2013 opende de speurtocht-attractie A Pirate's Adventure ~ Treasures of the Seven Seas en werden doorheen heel Adventureland speciale effecten verstopt, ook buiten Caribbean Plaza.
In 2015 ruilden Sunshine Tree Terrace en eetgelegenheid Aloha Isle met elkaar van locatie om plaats te maken voor een nieuw restaurant. Dit restaurant bleek de Jungle Navigation Co. Ltd. Skipper Canteen, een restaurant dat gebaseerd is op de thematiek rondom het naastgelegen Jungle Cruise. Het restaurant opende haar deuren op 15 december 2016.

### Tokyo Disneyland
Het Japanse Adventureland, dat opende met Tokyo Disneyland in 1983, vormde een mengelmoes van de toenmalige Adventurelands uit het Magic Kingdom en het Disneyland Park in Anaheim, met erdoorheen nog enkele elementen uit Anaheim's New Orleans Square. Het openingsaanbod van attracties bestond uit Pirates of the Caribbean, Jungle Cruise, The Enchanted Tiki Room en de voor Tokyo unieke Adventureland-attractie Western River Railroad. Qua restaurants waren er het Polynesian Terrace en Blue Bayou; qua winkels waren er Lafitte's Treasure Chest, Golden Galleon, Adventureland Bazaar, Tiki Tropics, Tropic Toppers en Chiba Traders. Ook was er een podium te vinden met verschillende steelband-acts.
In 1999 sloot The Enchanted Tiki Room haar deuren, om datzelfde jaar nog open te gaan als een opgepimpte showbizz-versie: The Enchanted Tiki Room: Now Playing Get The Fever!. In 2008 sloot deze variant haar deuren weer, om in hetzelfde jaar met een tweede aangepaste versie te openen, met daarin het Disney-figuur Stitch: The Enchanted Tiki Room: Stitch Presents "Aloha e Komo Mai!".

### Disneyland Park in Parijs
Anders dan het Magic Kingdom en Tokyo Disneyland, werd voor de uitstraling van het Parijse Adventureland weinig gebruik gemaakt van eerdere versies. Het Parijse Adventureland werd vooral gebaseerd op Caraïbische en jungle-achtige sferen en het bevat meer Indiase en Marokkaanse invloeden. Daarnaast werd, door het gebrek van een Tom Sawyer Island in het Parijse Frontierland, besloten om in Adventureland een 'speeleiland' te creëren: Adventure Isle. Naast Adventure Isle bestond het openingsaanbod van Adventureland-attracties in 1992 uit Pirates of the Caribbean en La Cabane des Robinson. In het Pirates of the Caribbean-gebouw opende het Blue Lagoon-restaurant (naar voorbeeld van The Blue Bayou in Anaheim) en aan de andere kant van Adventureland opende het tafelbedieningsrestaurant Explorers Club. Jungle Cruise werd niet in Parijs geïmplementeerd in verband met weersomstandigheden.
Het ingangsgebied vanaf Central Plaza werd vormgegeven als een Oosterse stad, met een Arabische poort als toegangspoort tot Adventureland. In 1992 was in dit gebied een indoor winkelgalerij te vinden, die bestond uit 4 souvenirwinkels: Les Trésors de Schéhérazade – Articles des Milles et une Nuit, La Reine des Serpents – Cadeau Exotiques, L’Echoppe d’Alladin en Le Chant des Tam-Tams. Later zijn 3 van deze souvenirwinkels gesloten en omgebouwd tot het Restaurant Agrabah Café. In 1993 werd achter deze gebouwen de walkthrough Le Passage Enchanté d'Aladdin geopend. Eveneens werd in 1993 de achtbaan Indiana Jones et le Temple du Péril aan het gebied toegevoegd. Ook werd in dat jaar Explorer's Club Restaurant van een tafelbedieningsrestaurant omgebouwd tot een buffetrestaurant om een jaar later een pizza-fastfoodrestaurant te worden met een nieuwe naam: Colonel Hathi’s Outpost Restaurant. Dit verklaart tevens waarom het restaurant beschikt over eigen toiletten, hoewel dit niet gebruikelijk is voor fastfoodrestaurants in Disneyland Paris.
In 2017 werd het Blue Lagoon-restaurant verbouwd, om op 24 juli 2017 weer open te gaan als Captain Jack's - Restaurant des Pirates. Deze update vond plaats samen met de toevoeging van enkele figuren uit de Pirates of the Caribbean-films aan de Pirates of the Caribbean-attractie.

### Hong Kong Disneyland
Hong Kong Disneyland's Adventureland opende samen het het park op 12 september 2005. Adventureland in Hong Kong Disneyland was daarmee het grootste Adventureland van alle Adventurelands: Tot 2011 besloeg Adventureland het gehele linker gedeelte van het park. Het ontwerp van het parkdeel richtte zich met name op junglesferen. Net als in Parijs kreeg Adventureland een eiland met daaromheen een groot water: de Rivers of Adventure. Echter voor het eerst werd op deze wateren de attractie Jungle River Cruise geplaatst, met op het eiland Tarzan's Treehouse. Het openingsaanbod bestond verder uit spraypark Liki Tikis, de show Festival of the Lion King, restaurants Tahitian Terrace, River View Cafe, Safari Snacks en souvenirwinkel Professor Porter's Trading Post. Pirates of the Caribbean werd niet meegenomen in de plannen voor Hong Kong Disneyland.
Met de opening van Grizzly Gulch in 2011 vormde Adventureland de verbindingsroute met dit nieuwe parkdeel. Voor 2023 is voor Adventureland een nieuw theater gepland, Moana’s Village Festival, waarin shows rond de film Vaiana (Engels: Moana) zullen worden opgevoerd.

## Beschrijving

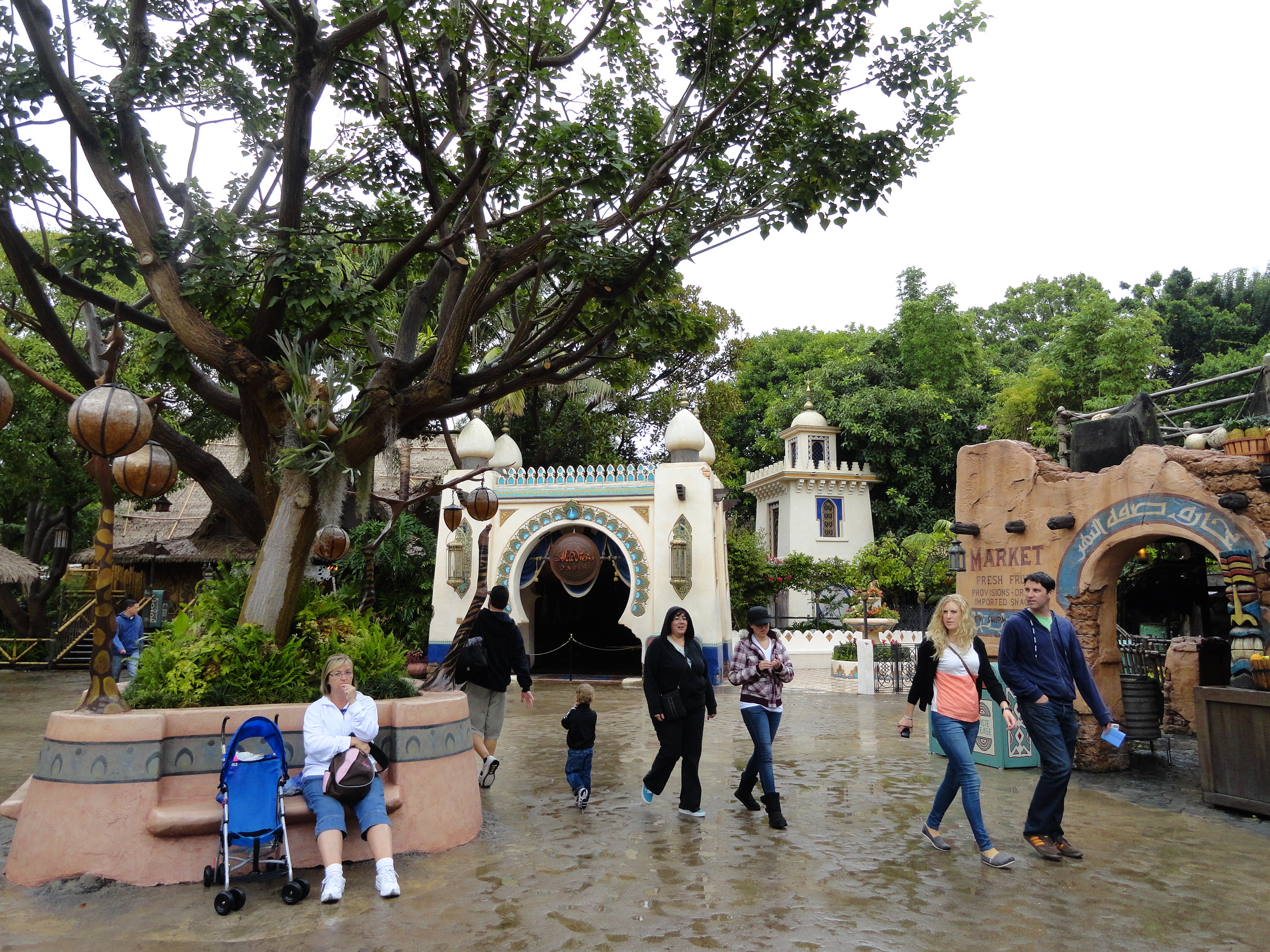
Zicht op Aladdin's Oasis in het Disneyland Park in Anaheim

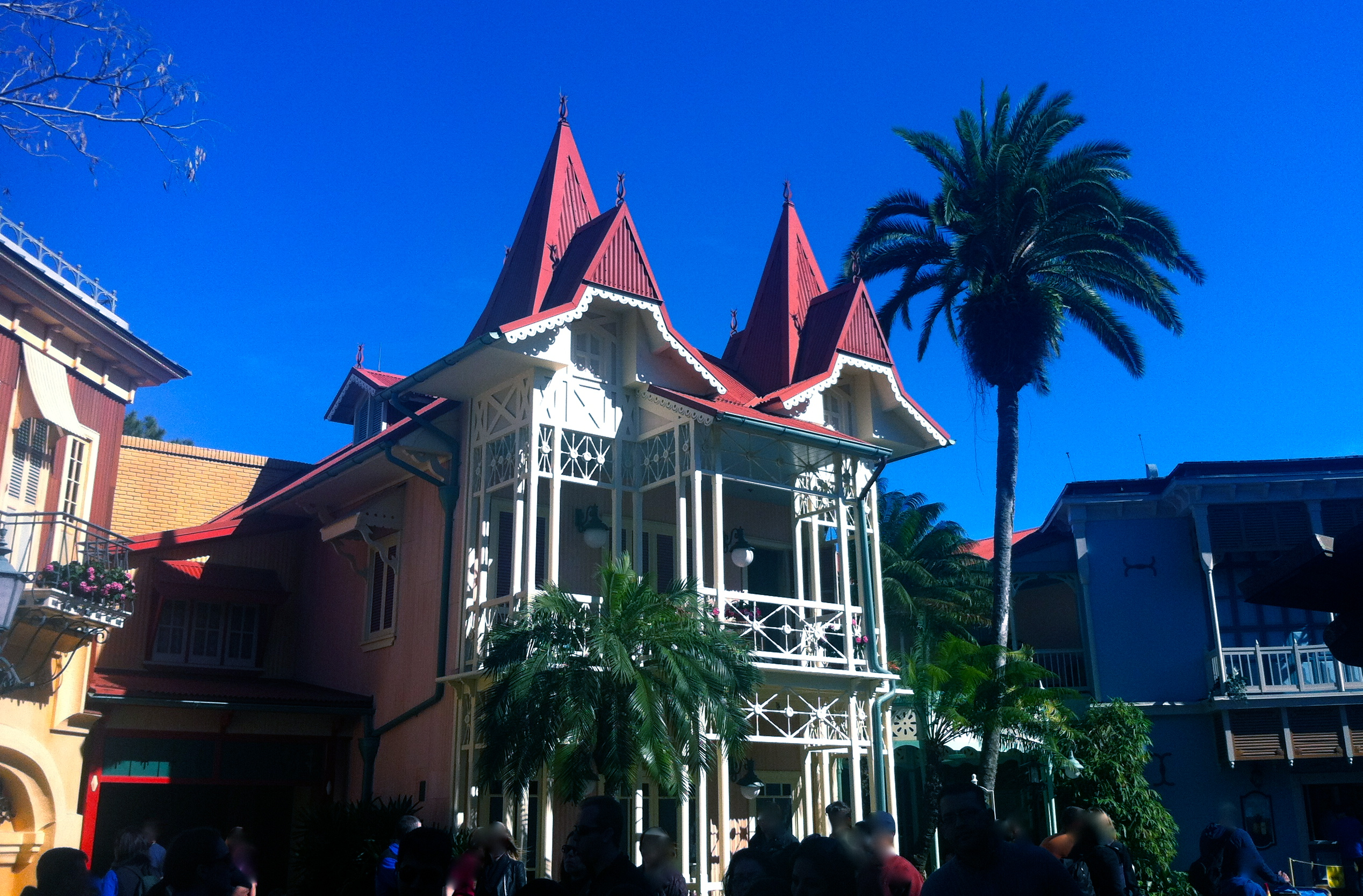
De façade van Jungle Navigation Co. Ltd. Skipper Canteen in het Magic Kingdom

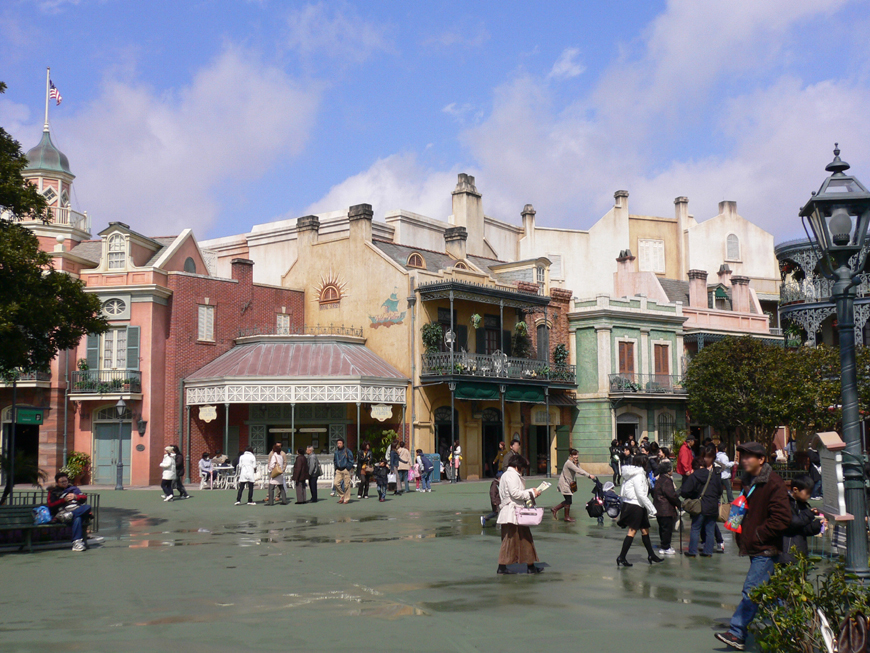
Zicht op het New Orleans Square-gedeelte van Tokyo Disneyland

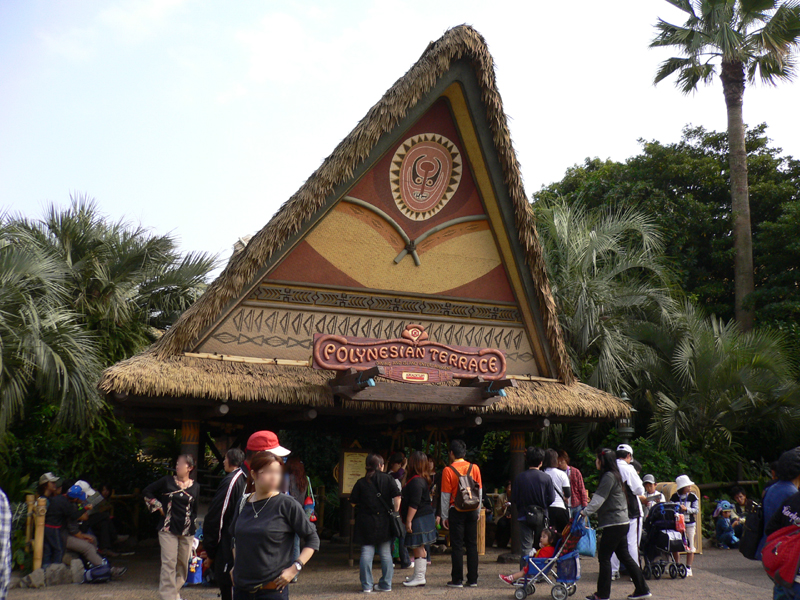
Het Polynesian Terrace in Tokyo Disneyland

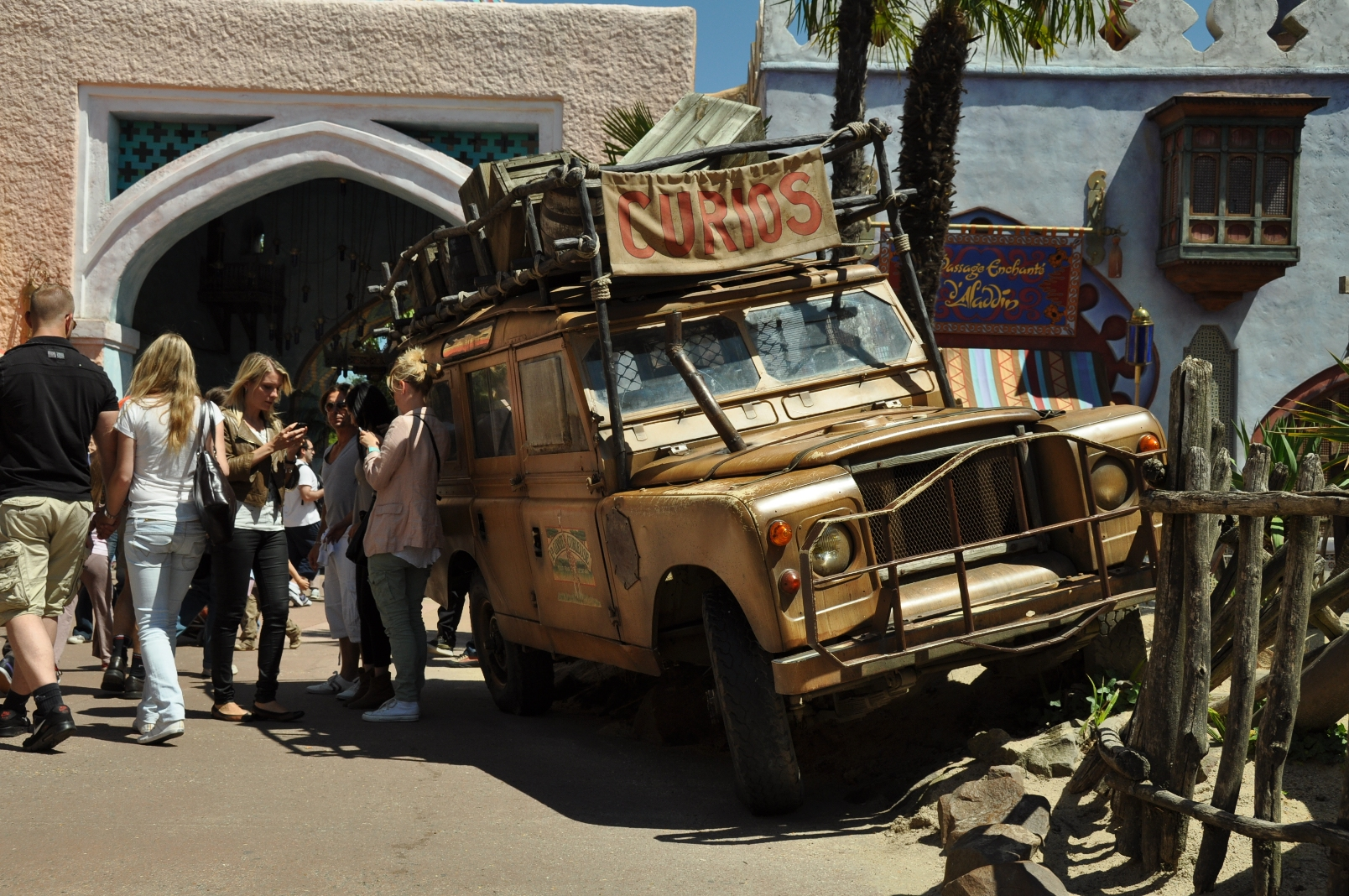
Het Arabische gedeelte in het Disneyland Park in Parijs

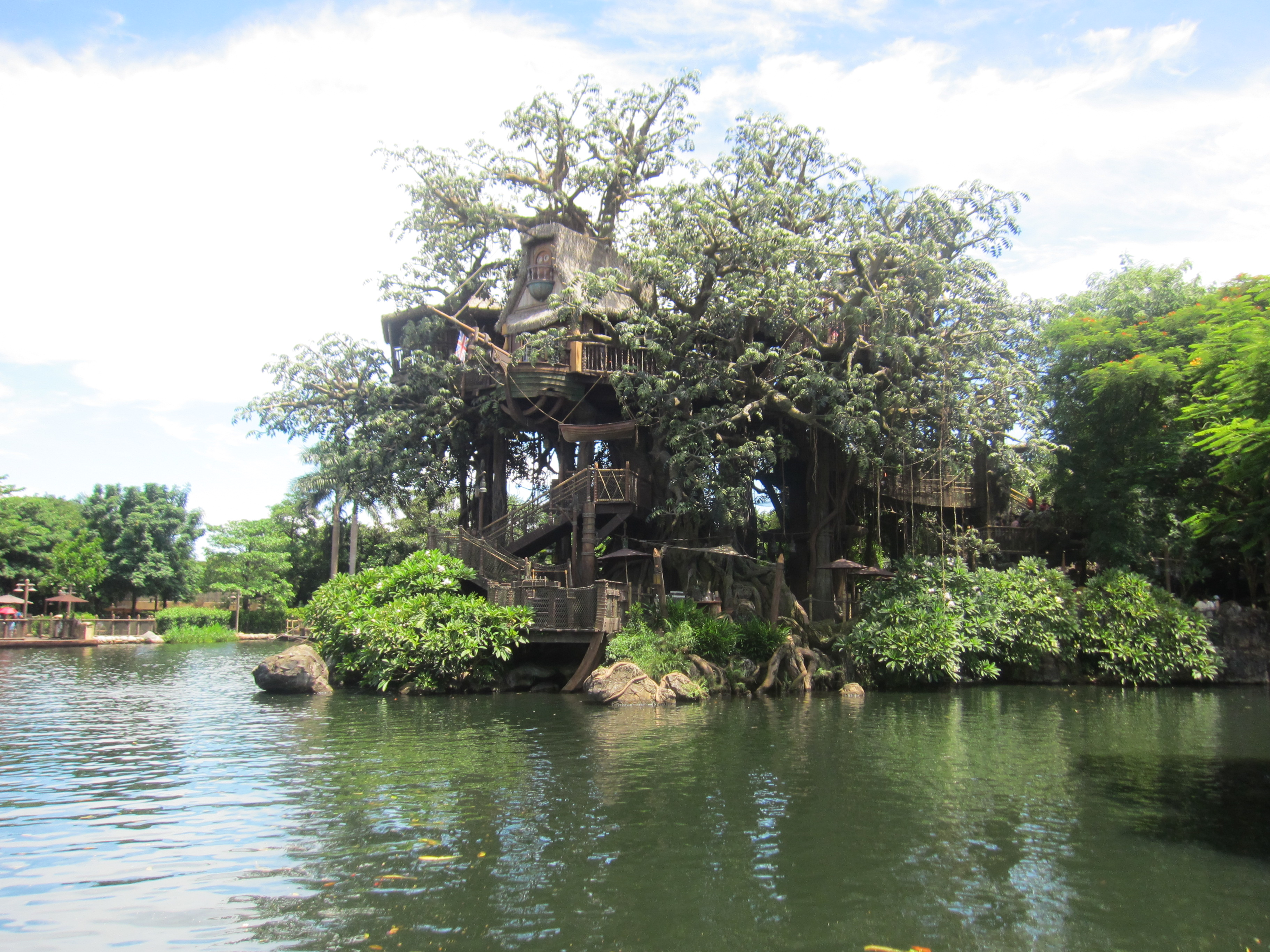
Tarzan's Treehouse in Hong Kong Disneyland

### Disneyland Park in Anaheim
In het parkdeel in Disneyland Park in Anaheim zijn de volgende faciliteiten te vinden:
| Attracties    | Enchanted Tiki Room · Indiana Jones Adventure · Jungle Cruise · Tarzan's Treehouse |
| Entertainment | Geen entertainment                                                                 |
| Restaurants   | Aladdin's Oasis · Bengal Barbecue · Tiki Juice Bar · Tropical Imports              |
| Winkels       | Adventureland Bazaar                                                               |

### Magic Kingdom
In het parkdeel in het Magic Kingdom zijn de volgende faciliteiten te vinden:
| Attracties    | Jungle Cruise · The Magic Carpets of Aladdin · A Pirate's Adventure ~ Treasures of the Seven Seas · Pirates of the Caribbean · Swiss Family Treehouse · Walt Disney's Enchanted Tiki Room |
| Entertainment | Captain Jack Sparrow's Pirate Tutorial · Meet Characters from Aladdin in Adventureland |
| Restaurants   | Aloha Isle · Jungle Navigation Co. Ltd. Skipper Canteen · Sunshine Tree Terrace · Tortuga Tavern                                                                                          |
| Winkels       | Agrabah Bazaar · Island Supply by Sunglass Hut · La Princesa de Cristal - Caribbean Plaza · The Pirates League · Plaza del Sol Caribe Bazaar · Zanzibar Trading Co.                       |

### Tokyo Disneyland
In het parkdeel in Tokyo Disneyland zijn de volgende faciliteiten te vinden:
| Attracties    | The Enchanted Tiki Room: Stitch Presents "Aloha e Komo Mai!" · Jungle Cruise: Wildlife Expeditions · Pirates of the Caribbean · Swiss Family Treehouse · Western River Railroad                                                                                      |
| Entertainment | Lilo's Luau & Fun · Mickey's Rainbow Luau · Minnie Oh! Minnie |
| Restaurants   | Blue Bayou Restaurant · Boiler Room Bites · Café Orléans · China Voyager · Crystal Palace Restaurant · Fresh Fruit Oasis · The Gazebo · Parkside Wagon · Polynesian Terrace Restaurant · Royal Street Veranda · The Skipper's Galley · Squeezer's Tropical Juice Bar |
| Winkels       | Adventureland Bazaar · Cristal Arts · The Golden Galleon · Jungle Carnival · Le Marché Bleu · La Petite Parfumerie · Party Gras Gifts · Pirate Treasure |

### Disneyland Park in Parijs
In het parkdeel in Disneyland Park in Parijs zijn de volgende faciliteiten te vinden:
| Attracties    | Adventure Isle · Indiana Jones et le Temple du Péril · La Cabane des Robinson · Le Passage Enchanté d'Aladdin · Pirates of the Caribbean                                |
| Entertainment | Meet 'n' Greet with Aladdin or friends · Meet 'n' Greet with Baloo or friends · Meet 'n' Greet with Chip and Dale or friends · Meet 'n' Greet with Peter Pan or friends |
| Restaurants   | Captain Jack's - Restaurant des Pirates · Colonel Hathi's Pizza Outpost · Restaurant Agrabah Café · Restaurant Hakuna Matata                                            |
| Winkels       | Indiana Jones Adventure Outpost · La Girafe Curieuse · Le Coffre du Capitaine · Les Trésors de Schéhérazade · Temple Traders Boutique                                   |

### Hong Kong Disneyland
In het parkdeel in Hong Kong Disneyland zijn de volgende faciliteiten te vinden:
| Attracties    | Jungle River Cruise · Liki Tikis · Rafts to Tarzan's Treehouse · Tarzan's Treehouse                                     |
| Entertainment | Festival of the Lion King · Street Entertainment at Adventureland                                                       |
| Restaurants   | Korean Squid, Turkey Leg, Refreshing Drinks, Frozen Lollipops Cart · River View Cafe · Safari Snacks · Tahitian Terrace |
| Winkels       | Professor Porter's Trading Post                                                                                         |